# وجهة البحر الأحمر
وجهة البحر الأحمر هو مشروع سعودي سياحي تابع لشركة البحر الأحمر الدولية تم الإعلان عنه في يوم 31 يوليو 2017م من قبل ولي العهد السعودي الأمير محمد بن سلمان بن عبد العزيز آل سعود واُفتتح في تاريخ 9 أكتوبر 2023م. تبلغ المساحة الإجمالية للمشروع حوالي 28 ألف كيلو متر مربع ويتضمن أكثر من 90 جزيرة طبيعية وما يقارب من 50 بركان خامد
يمتد المشروع على 200 كلم على سواحل البحر الأحمر من الجهة الشمالية الغربية للمملكة، ما بين مدينتي أملج والوجه.
لا يحتاج الزوار إلى تأشيرة دخول سعودية حيث أن الأنظمة المطبقة في المشروع تختلف عن أنظمة المملكة العربية السعودية، في فبراير 2019، بدأ العمل على المرحلة الأولى للمشروع، والتي تختص بتجهيز البنية التحتية والأساسية لإنشاء المشروع، مثل بناء سكن العمال وشق الطرق المؤقتة واللازمة لمواصلة العمل.
سيتألف مشروع البحر الأحمر عند اكتماله في عام 2030 من 50 فندقاً توفر ما يصل إلى 8000 غرفة فندقية وحوالي 1300 عقاراً سكنياً موزعاً على 22 جزيرة وستة مواقع داخلية، كما ستضم الوجهة مرسى فاخرًا، والعديد من مرافق الترفيه والاستجمام. حيث حصل مشروع البحر الأحمر على معدّل 84 من أصل 100 نقطة في تقييم التصنيف العالمي المرتبط بالممارسات البيئية والاجتماعية وحوكمة الشركات (ESG) الذي أجراه مؤشر الإستدامة العقارية العالمي (GRESB).

## التأسيس

### مشروع البحر الأحمر ورؤية المملكة 2030
تُعد السياحة أحد أهم القطاعات الاقتصادية في رؤية المملكة 2030، التي تهدف إلى تنويع المصادر غير النفطية للاقتصاد السعودي. حيث يسهم مشروع «البحر الأحمر» في إحداث نقلة نوعية في مفهوم السياحة وقطاع الضيافة، ومن المتوقع أن يوفر 70 ألف فرصة عمل، والمساهمة بإضافة اثنين وعشرين مليار ريال سعودي (5.3 بليون دولار أمريكي) إلى الناتج المحلي للمملكة.

### شركة البحر الأحمر الدولية
في مايو 2018م، أُدرج مشروع البحر الأحمر كشركة مساهمة مغلقة تحت مسمى «شركة البحر الأحمر للتطوير»، وفي 2022 تغير مسمى الشركة إلى البحر الأحمر الدولية، وهي شركة مستقلة تُعنى بتطوير المشروع، وأحد المشاريع الكبرى والمملوكة بالكامل لصندوق الاستثمارات العامة في المملكة العربية السعودية، ويرأس مجلس إدارتها ولي العهد الأمير محمد بن سلمان، ورئيسها «جون باغانو» المدير التنفيذي للتطوير السابق لمجموعة كناري وارف لندن. ويساعد تحول المشروع إلى شركة مساهمة مغلقة على إنشاء منطقة خاصة في نطاق المشروع تتمتع بإطار تنظيمي مستقل هدفه التركيز على الاستدامة البيئية وتوفير تسهيلات عدة كمنح تأشيرة دخول لدى الوصول، إضافة لأنظمة تجارية متطورة، ما يُمكن الشركة من التطور والتقدم وصولا إلى إنشاء وجهة سياحية عالمية. والشركة تأسست لتقود عملية تطوير «مشروع البحر الأحمر» الذي يعد وجهة سياحية فاخرة ومتجددة، ستعمل على استحداث معايير جديدة للتنمية المستدامة، ووضع السعودية على خريطة السياحة العالمية.

## مميزات المشروع

منظر البحر الأحمر من جزر أمهات الشيح بمشروع البحر الأحمر

يقع مشروع البحر الأحمر في الساحل الغربي للمملكة العربية السعودية، وسيشكل المشروع وجهة ساحلية، تتربع على عدد من الجزر البكر في البحر الأحمر، بالإضافة إلى ذلك يقع بقرب موقع المشروع آثار مدائن صالح التاريخية. كما تتمتع منطقة المشروع بمناخ معتدل حيث تصل درجات الحرارة في المتوسط إلى 22 درجة مئوية. كمت أن موقعها يعد مناسبًا لأغلب السياح حيث أنها تبعد 8 ساعات عن %80 من دول العالم. ستتاح للزوار على بعد دقائق قليلة من الشاطئ الرئيسي، فرصة التعرف على الكنوز الخفية في منطقة مشروع «البحر الأحمر»، ويشمل ذلك محمية طبيعية لاستكشاف تنوع الحياة النباتية والحيوانية في المنطقة. حيث سُجل 315 نوعًا من الشعب المرجانية، و 280 نوعًا من الأسماك. تحتوي المنطقة على أنواع نادرة من الحيوانات مثل أبقار البحر (الأطوم)، والقطط البرية، وصقر الغروب (الأسخم)، وطيور الخرشنة بيضاء الخدود والعقاب النساري، والسلاحف الخضراء وسلاحف صقرية المنقار البحرية وهو نوع مهدد بالانقراض، وسمك الحلاوي وسمك قرش الحمار الوحشي والقرش الحوتي.

## مستهدفات المشروع
يستهدف المشروع في المرحلة الأولى:
- إنشاء مطار مخصص لوجهة المشروع مع مراس مخصصة لليخوت، بالإضافة إلى 14 فندقًا بإجمالي 3 آلاف غرفة ومرافق سكنية وترفيهية ينتهي العمل بها في المرحلة الأولى للمشروع.[26][27]
- تطوير 22 جزيرة من أصل 90 جزيرة.
- استحداث أكثر من 70 ألف فرصة عمل.
- جذب نحو مليون سائح سنويا.
- المساهمة بـ 22 مليار ريال سعودي.

## مراحل إنجاز المشروع

### فبراير 2019
في فبراير 2019، بدأ العمل على المرحلة الأولى للمشروع، والتي تتضمن سكن للعمال القائمين عليه، ومبنى لإدارة المشروع، والانتهاء من المرحلة الأولى في الربع الأخير من عام 2022م، كما يتم في هذه المرحلة تطوير المطار، والميناء، والانتهاء من المرافق والبنية التحتية، وخدمات النقل كالقوارب، والطائرات المائية، وإنشاء أربعة عشر فندقا بإجمالي عدد غرف يصل إلى 3000 غرفة، سيتم تشييدها على خمس جزر. إضافة إلى منتجعين في منطقة الجبال والصحراء، كما سيتم إنشاء مراسٍ لليخوت، ومرافق ترفيهية، ومطار مخصص للوجهة، إلى جانب البنية التحتية للمرافق.

### 2024
تم افتتاح وجهة البحر الأحمر بداية من نهايات عام 2024 وقد بدأت منتجعاتها الـ5 الأول باستقبال زوارها، وهي منتجع "سيكس سنسز الكثبان الجنوبية" ومنتجع "سانت ريجس البحر الأحمر" ومنتجع "ريتز – كارلتون ريزيرف" ومنتجع "ديزرت روك" ومنتجع "شيبارة".
تعد هذه المنتجعات ذات المستوى العالمي، جزءًا من المرحلة الأولى لوجهة البحر الأحمر، وهي وجهة سياحية متجددة تقع على الساحل الشمالي الغربي للسعودية.

## جزر المشروع
يحتوي المشروع على أكثر من 90 جزيرة بكر، سوف تستغل منها 22 جزيرة فقط، وسوف تترك الجزر الباقية كما هي مع ضمان عدم المساس بـ 75 % على الأقل من جزر الوجهة.

### جزيرة شورى
تعد جزيرة شورى، وتعرف أيضًا بجزيرة شريرة، البوابة الرئيسية لمشروع البحر الأحمر واحدى الجزر الواقعة على البحر الأحمر والتابعة للمشروع. تتمحور الرؤية التصميمية لجزيرة شريرة حول اعتبارات التنوع البيولوجي؛ إذ ستتم المحافظة على أشجار المانغروف والموائل الأخرى؛ لتشكل خطوط دفاع طبيعية ضد عوامل الانجراف والتعرية. وسيتم إلى جانب ذلك تطوير موائل جديدة من خلال الحدائق المنسقة لتحسين الحالة الطبيعية للجزيرة.
ويتضمن التصميم كذلك إنشاء شواطئ جديدة على الجزيرة الشبيهة بالدولفين، إضافة إلى بحيرة جديدة أيضًا. وتسهم هذه التحسينات في رفع مستوى أرض الجزيرة؛ لتوفر بذلك حاجزًا للوقاية من خطر ارتفاع مستوى سطح البحر. وستحافظ هذه التغييرات على معالم الجزيرة أو تحسنها دون أن تلحق الأذى بالموائل والشطآن الطبيعية.
ومن المقرر أن تضم جزيرة شورى 11 منتجعًا وفندقًا، يتولى تشغيلها عدد من أشهر علامات الضيافة العالمية. وستتم الاستفادة من المشهد الطبيعي، وخصوصًا أن جميع فنادق وفلل الجزيرة مكونة من طابق واحد مندمجة مع الكثبان الرملية؛ ما يضمن الحفاظ على روعة المناظر الطبيعية المحيطة دون أي عائق يحجب رؤيتها، كما يهيئ لدى الضيوف إحساسًا بالغموض بينما تتكشف أمامهم معالم الجزيرة شيئًا فشيئًا.

#### الرؤية التصميمية لمشروع "كورال بلوم"

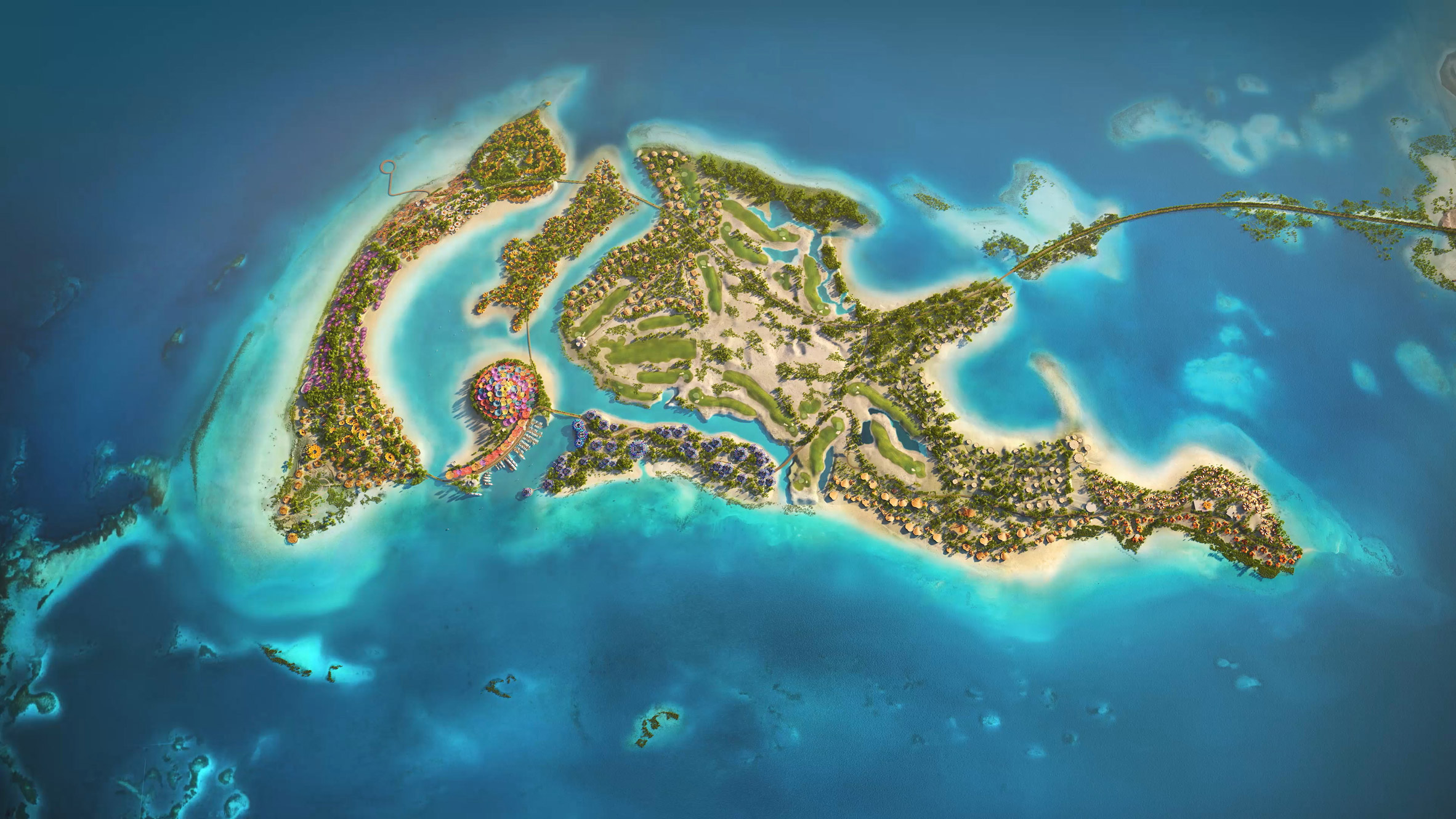
تصميم مشروع كورال بلوم الواقع على جزيرة شورى

في 10 فبراير 2021م (28 جمادى الآخر 1442هـ)، أطلق الأمير محمد بن سلمان، رئيس مجلس إدارة شركة البحر الأحمر الدولية، الرؤية التصميمية «كورال بلوم» لجزيرة شورى وهي الجزيرة الرئيسية بمشروع البحر الأحمر. التصاميم التي صممتها الشركة البريطانية «فوستر وشركاه»؛ تتماهى مع البيئة الطبيعية البكر للجزيرة الرئيسية، ومستوحاة من النباتات والحيوانات الأصلية في السعودية. تغطي الرؤية التصميمية أيضًا المنتجعات والفنادق الأحد عشر المقرر إنشاؤها في الجزيرة. الاسم (كورال بلوم)، ومعناها (ازدهار المرجان) جاء من تعزيز التصميم لمعالم الجزيرة الطبيعية القائمة. التكلفة التقديرية لمشروع كورال بلوم بين 12 (3.2 مليار دولار) و14 مليار ريال (3.7 مليار دولار)، ومن المتوقع أن يفتح أبوابه في العام 2023.

### جزيرة شيبارة

منتجع شيبارة

جزيرة شيبارة هي إحدى الجزر الواقعة في البحر الأحمر، وتتبع منطقة تبوك شمال غرب السعودية. تبلغ مساحة الجزيرة نحو 19,8 كم2 وتبعد عن الساحل بحوالي 8,40 ميل بحري. تبعد جزيرة شيبارة عن البر الرئيسي 45 دقيقة وتحيط بها المياه الصافية الكريستالية، ويوجد بها 30 إلى 40 مترًا من الشعاب المرجانية بالقرب من الشاطئ. تحتوي الجزيرة على منتجع يضم فلل عائمة فوق الماء بتصميم فولاذي يعكس صفاء المياه الكرستالية التي تحيط بالجزيرة.

### جزيرة أمهات
جزيرة أمهات هي أحد الجزر البكر لمشروع البحر الأحمر التي تقع على الساحل الغربي من منطقة تبوك في المملكة العربية السعودية. ستحوي الجزيرة على «منتجعين» الأول بتصنيف «فاخر»، والآخر «فائق الفخامة». ويعتبر منتجع أمهات الشيخ أحد هذين المنتجعين بهدف تحويل الجزيرة إلى وجهة للاستجمام. كما تضم الجزيرة المنتجعين ويوجد بها مركز للرياضات المائية. سيقدم المركز العديد من الرياضات المائية مثل الإبحار بالمراكب وركوب الأمواج والتجديف بالكياك إضافةً الى الغوص.

### جزيرة لاحق
أول جزيرة سكنية يُكشف عنها بعد اكتمال المرحلة الأولى من وجهة البحر الأحمر، وستُفتتح في عام 2028 لتصبح بذلك أول مشروع في الوجهة يُركز على تملّك الوحدات السكنية، وتمتد الجزيرة على مساحة 400 هكتار (4 ملايين متر مربع)، وتحتضن شواطئ رملية بيضاء، وشعبًا مرجانية، ومياهًا فيروزية صافية.

## منتجعات المشروع

### المنتجع الصحرواي
المنتجع الصحراوي ساوثرن دونز (بالإنجليزية: Southern Dunes Six Senses) يجري تنفيذ الأعمال المدنية والإنشائية لـ 40 فيلا و36 مجمع فندقي بالإضافة إلى أعمال المرافق العامة والطرق على امتداد الموقع. وتعد الطرق جزءا لا يتجزأ من خطط تطوير المشروع كونها تربط الفلل الفندقية مع المطعم والمنشآت الفندقية المركزية. أيضا تم إنشاء شبكات البنية التحتية للمنتجع الصحراوي مثل الصرف الصحي ومياه الشرب والاتصالات ومرافق سكنية للموظفين بالقرب من منطقة المنتجع الصحراوي وتؤمن هذه المساكن الإقامة لـ 700 موظف مع مجموعة من المرافق الخدمية عالية الجودة.

### منتجع ديزرت روك الجبلي

منتجع ديزرت روك

يقع المنتجع الجبلي ديزرت روك (بالإنجليزية: Desert Rock) في وادٍ مخفي بين الجبال الواقعة في منطقة المشروع. يحافظ تصميم المنتجع على البيئة ويعزز منها حيث يسمح بالتعرف على طبيعة وثقافة منطقة المشروع. كما يتضمن المنتجع 50 فيلا فندقية بالإضافة إلى 10 وحدات فندقية ومساحات داخلية صُممت من الصخور الجبلية ويوجد بمنطقة المنتجع بحيرة. يحتوي المنتجع على مجموعة من المرافق منها منتجع صحي، ومركز رياضي. يوفر المنتجع أيضًا مجموعة من الأنشطة للزوار مثل جولات المشي حول منطقة الجبال وجولات حول الكثبان الرملية باستخدام العربات.
في 10 ديسمبر 2024م أعلنت شركة البحر الأحمر الدولية افتتاح منتجع "ديزرت روك" الجبلي، ويمتد المنتجع على مساحة 30,000 متر مربع، ويتميز بتصميم معماري يندمج مع التكوينات الصخرية التي تميِّز المنطقة. ويبعد 20 دقيقة عن مطار "البحر الأحمر الدولي".

## حفظ النظام البيئي
تلتزم شركة البحر الأحمر الدولية بحفظ النظام البيئي في المشروع بنسبة حفظ بيئي تصل إلى 30% بحلول عام 2040م. وتطور الشركة نظام لتخزين البطاريات من المتوقع أن يكون الأكبر من نوعه في العالم؛ ما يسمح بتشغيل الموقع بأكمله بالطاقة المتجددة على مدار 24 ساعة، ويشمل ذلك إنشاء محطات تبريد مناطق مركزية لضمان راحة الضيوف على امتداد أنحاء الوجهة. ويستند المخطط العام لمشروع البحر الأحمر إلى تخطيط مساحي بحري موسع، ويضمن عدم المساس بـ 75% من جزر الوجهة. وتعد جزيرة «شورى» واحدة من 22 جزيرة فقط تم اختيارها بعناية لعمليات التطوير.
من أجل ضمان سلامة النظام البيئي وجماله وعدم تأثره سلباً بأي شكل من الأشكال، سيتم تحديد سقف أعلى لعدد الزوار تماشياً مع أفضل الممارسات العالمية. وتتمثل إحدى أهم التوصيات الواضحة في ميثاق مشروع «البحر الأحمر» في التخفيف من انبعاثات غاز ثاني أكسيد الكربون، والتلوث الضوئي، والضجيج، والنفايات حفاظاَ على الموقع لجميع الأجيال.
سيتم إنشاء المنتجعات باتباع نهج البناء المستدام الذي يساعد وسائل التصنيع خارج نطاق الوجهة في تقليل النفايات، إلى جانب الحد من الأثر البشري لنشاطات البناء في موقع الوجهة، وذلك باستخدام مواد بناء خفيفة ذات كتلة حرارية منخفضة، الأمر الذي يحقق كفاءة أعلى في استهلاك الطاقة، وتأثيرًا أقل على البيئة. وتسهم المواد المستخدمة وتأثيرها البيئي المنخفض في حماية البيئة البكر للجزيرة. علاوةً على ذلك، تفرض الشركة المشغلة للمشروع حظر دفن النفايات وحظر تصريف مياه الصرف في البحر. وستكون من أحد الوجهات السياحية التي تعتمد على الطاقة المتجددة بنسبة 100%.

## سير الأعمال
قطع المشروع أشواطًا مهمة في أعمال التطوير، ويجري العمل فيه على مدار الساعة لاستقبال الضيوف بحلول نهاية عام 2022م مع افتتاح المطار الدولي والفنادق الأربعة الأولى. وسيتم افتتاح بقية الفنادق الـ 12 المقرر إنشاؤها ضمن المرحلة الأولى في عام 2023. إذ تم توقيع أكثر من 500 عقد حتى الآن بنحو 15 مليار ريال (4 مليارات دولار). وتجري حاليًا أعمال تطوير المرحلة الأولى التي تشمل إنجاز البنى التحتية اللازمة التي ستكتمل بحلول نهاية عام 2023م. ويعمل في المشروع حاليًا أكثر من 5000 عامل، وتم شق 70 كم من شبكة الطرق في الوجهة من أصل 80 كم.

## المرافق المساندة

### مطار البحر الأحمر
مطار البحر الأحمر
مطار البحر الأحمر، هو مطار دولي يقع بين محافظتي املج والوجه يبعد عن مدينة جدة مسافة 500 كم، تم افتتاح المطار في عام 2023، مخصص لخدمة مشروع البحر الأحمر. سيستوعب المطار نحو مليون مسافر سنوياً، كما سيضم حركة رحلات داخلية ودولية بطاقة استيعابية إجمالية تصل إلى 900 مسافر في الساعة خلال أوقات الذروة. سيخدم المطار الطائرات البحرية البرمائية والتي بدورها ستربط مطار البحر الأحمر الدولي بمطارات مائية من المقرر انشاؤها بجزر مشروع البحر الأحمر. وسيخدم المطار زوار مشروع البحر الأحمر إضافةً إلى زوار مشروع أمالا. يعتمد المطار في تشغيله على الطاقة المتجددة بشكلٍ كامل.

### مرسى اليخوت
مرسى اليخوت (المارينا)، الذي  يتم تنفيذه ضمن المشروع، تم تصميمه وفقاً لأرقى المعايير الدولية، أول وجهة متكاملة لليخوت في البحر الأحمر.

### مرفأ الطائرات المائية
مرفأ مخصص للطائرات المائية.

### مدينة الموظفين - ترتل باي
يحتوي مشروع البحر الأحمر على منطقة إدارية تسمى بـ(ترتل باي) (بالإنجليزية: Turtle Bay) وتضم مدينة الموظفين وتبلغ مساحتها 7 آلاف كيلو متر مربع. ستضم مدينة الموظفين عند انتهاء تشييدها على مكاتب إدارية، إضافةً إلى العديد من المرافق المساندة التي تخدم سكان المدينة من موظفين وعوائلهم مثل قاعات الاجتماعات وصالات الطعام ووحدات سكنية. ستضم المدينة 14 ألف موظفًا عند الافتتاح الأولي، ومن المقرر أن يديروا وجهة البحر الأحمر مستقبلاً. ستضم مدينة الموظفين أيضًا مساكن مؤقتة تكفي لـ 25 ألف عاملٍ من عمال تطوير البنية التحتية للمشروع.

### قرية العمال
هي مخطط شامل لضمان سلامة عمال الموقع وصحتهم، يشمل توفير مجمع سكني خاص بالقوى العاملة في المشروع يستوعب نحو 10 آلاف عامل، وتوفير سبل الإقامة ووسائل الراحة والترفيه لهم، ووفق الخطة العامة للمشروع سيتم تشييد القرية في الربع الثاني من عام 2019م. وستفتتح القرية السكنية العمالية التي ستتسع لعشرة آلاف عامل بنهاية الربع الأول من العام 2021.

### المشتل
تبلغ مساحته مليون متر مربع (100 هكتار)، ويتوقع أن يوفر نحو 25 مليون شتلة تمثل أنواعا مختلفة من النباتات التي يتم زراعتها محليا، وتسهم في استزراع الغطاء النباتي للمشروع قبل افتتاح المرحلة الأولى منه عام 2022م. أرسي عقد إنشاء المشتل في أبريل 2019م ويهدف إلى تقليل الاعتماد على الاستيراد. حالياً، يعمل مشتل مشروع البحر الأحمر بكامل طاقته، ويخدم منطقتي مشروع البحر الأحمر وأمالا.

### مركز إدارة المخلفات الصلبة
من ضمن خطط الحفظ البيئي وتحقيق "صفر نفايات"، تنوي الشركة المطورة للمشروع إنشاء مركز للإدارة المخلفات الصلبة. وسيكون المركز مسؤولًا عن إعادة تدوير النفايات الناجمة عن كامل أنشطة المشروع. كما أنه سيتولى مسؤولية الحفظ البيئي في المنطقة من تطبيق مبدأ الاستدامة وتحقيق مبدأ "صفر نفايات"، إلى القيام بمعالجة مياه الصرف الصحي وذلك يشمل جمع ونقل مياه الصرف الصحي من موقع المشروع إلى محطة المعالجة الواقعة في ينبع حتى يتم تشييد وتشغيل المحطة المخصصة للمشروع. للمشروع.

## معالم الجذب

### البحر الأحمر
يتميز البحر الأحمر بكونه أحد أفضل المواقع للغوص حول العالم، وذلك لتنّوع الكائنات البحرية فيه وجمال الشعاب المرجانية المحمية بيئياً، بالإضافة إلى درجات حرارة مياهه التي تعتبر مثالية ً لعشاق السياحة البحرية.

### مدائن صالح
يمتاز المشروع بالقرب من مدائن صالح ذات القيمة التاريخية العريقة، فهي من أهم المناطق الأثرية في العالم، وأكثرها توغلاً في عمق التاريخ.

## الشراكات
أطلقت شركة نيوم بالتعاون مع جامعة الملك عبدالله للعلوم والتقنية (كاوست) مبادرة طموحة لإنشاء واحدة من أكبر الحدائق المرجانية في العالم، وذلك في جزيرة شوشة الواقعة ضمن وجهة البحر الأحمر في نيوم، شمال غرب المملكة. المشروع الذي أُطلق عليه اسم حديقة جزيرة شوشة المرجانية، يمتد على مساحة 100 هكتار، ويهدف إلى أن يكون منصة عالمية لعرض أحدث التقنيات والابتكارات في مجال ترميم وحماية الشعاب المرجانية، مع التركيز على إيجاد حلول فعالة لمواجهة آثار تغيّر المناخ.
ويُعد هذا المشروع خطوة مهمة في مساعي الحفاظ على التنوع البيولوجي البحري، خصوصًا مع التحديات البيئية التي تواجه الشعاب المرجانية عالميًا. فمن خلال زراعة الشعاب في مزارع بحرية متخصصة وإعادة توطينها في المناطق المتأثرة، تسهم هذه المبادرة في إعادة إحياء الأنظمة البيئية البحرية. كما ستوظف الحديقة أحدث التقنيات العلمية والخبرات البحثية التي طورتها كاوست لتسريع نمو الشعاب المرجانية، بما يدعم استدامة الحياة البحرية في المملكة للأجيال القادمة.